# Válka s mnohozvířetem
Válka s mnohozvířetem je sci-fi kniha Vladimíra Párala z roku 1983.

## Děj
Děj knihy se odehrává v Čechách, které jsou, stejně jako celý svět, postiženy v důsledku znečišťování životního prostředí spadem hnědé hmoty, která se později začne projevovat jako myslící bytost a začne napadat lidi. Obyvatelé z dolních pater domů jsou evakuováni do hor, ti ostatní ve městech svádí s hnědou hmotou, která se formuje do tvarů velikosti lidských postav, neúprosný boj.
Když je masit, jak je hmota zvána, v tomto boji poražen, začne se projevovat tak, že některým lidem na těle vyskakují hnědé novotvary a dotyční se začnou projevovat asociálním způsobem a zvýrazňují se u nich jejich negativní vlastnosti. Léčba je relativně nenáročná, ale jelikož je u dotyčných oslabena vůle, často se svého stavu zbavit ani nechtějí a masit v podobě suchého prášku dále požívají. Během děje knihy se někteří ze závislosti léčí, jiní do ní zase upadají.
Nakonec lidé i boj s tímto nebezpečím vyhrají, ale z ničeho se nepoučí a dále zamořují své okolní prostředí průmyslovými odpady.

## Poznámka
Kniha je parafrází Války s Mloky Karla Čapka.